# ألبرت بنتلي
ألبرت بنتلي (بالإنجليزية: Albert Bentley)‏ هو لاعب كرة قدم أمريكية أمريكي، ولد في 15 أغسطس 1960 في نيبلز في الولايات المتحدة.

## وصلات خارجية
- ألبرت بنتلي على موقع مرجع كرة القدم المحترفة.كوم (الإنجليزية)